# Kalskie Łąki
Kalskie Łąki (niem. Kehlerwiese) – przysiółek wsi Harsz w Polsce, w województwie warmińsko-mazurskim, w powiecie węgorzewskim, w gminie Pozezdrze.
W latach 1975–1998 miejscowość należała administracyjnie do województwa suwalskiego.

## Nazwa
28 marca 1949 r. ustalono urzędową polską nazwę miejscowości – Kalskie Łąki, określając drugi przypadek jako Kalskich Łąk, a przymiotnik – łącki.
Obecnie w miejscowości nie ma zabudowy.